# Cephonodes rothschildi
Cephonodes rothschildi är en fjärilsart som beskrevs av Hans Rebel 1907. Cephonodes rothschildi ingår i släktet Cephonodes och familjen svärmare. Inga underarter finns listade i Catalogue of Life.